# Великая Северинка
Вели́кая Севери́нка (укр. Велика Северинка) — село, центр Великосевериновской сельской общины Кропивницкого района Кировоградской области Украины.
Население по переписи 2001 года составляло 946 человек. Почтовый индекс — 27613. Телефонный код — 522. Код КОАТУУ — 3522581201.